# Gălbinași (Buzău)
Gălbinaşi é uma comuna romena localizada no distrito de Buzău, na região de Valáquia. A comuna possui uma área de 77.10 km² e sua população era de 4106 habitantes segundo o censo de 2007.